# Bim bianco dall'orecchio nero
Bim bianco dall'orecchio nero è un film del 1977 diretto da Stanislav Rostockij.

## Trama
Lo scrittore Ivan Ivanovič, abitante in una cittadina russa, compra un cucciolo di setter: fra quelli che gli propongono ne sceglie uno, che chiama Bim, un cane con un orecchio nero e per il resto albino, che per questa sua particolarità, gli dicono, non ha possibilità di essere riconosciuto ufficialmente come cane da caccia titolato (ed infatti tempo dopo Bim viene scartato da un'apposita commissione giudicatrice). Ivan tuttavia ama il cane, rincuorato anche dal fatto che, secondo le sue ricerche, anche Tolstoj aveva un esemplare del tutto simile; e Bim, una volta cresciuto, si dimostra intelligentissimo e si trova molto bene fra i boschi, dove Ivan, cacciatore moderato e con un vivo senso della natura, lo porta di tanto in tanto.
Un giorno Ivan, sofferente per una scheggia di proiettile risalente alla guerra, che gli si è conficcata in prossimità del cuore, viene ricoverato e portato a Mosca per un'operazione, ed affida Bim, che è abituato ad aggirarsi solo durante il giorno e a tornare a casa la notte, ad una vicina di casa e alla nipotina di lei, Ljusja. Bim, disorientato dall'assenza di Ivan, lo cerca in tutti i luoghi in cui era solito recarsi col padrone, ma non manca di suscitare le maldicenze di un'altra vicina di casa, che vorrebbe eliminare il cane e che per questo asserisce di essere stata morsa. Bim, nei suoi vagabondaggi, fa la conoscenza del bambino Tolik, e della studentessa universitaria Daša, che si occupano di lui insieme a Ljusja nell'assenza di Ivan.
Bim attraversa però anche molte traversie, subisce incidenti, è soggetto a compravendite (illegittime), viene adottato per breve tempo ed abbandonato, suscita anche un caso nel locale posto di polizia ed è oggetto di riflessione nella scuola elementare; d'altra parte è invece malvisto da alcuni, che fanno passare la voce che il cane sia portatore di rabbia, ed è per questo difeso da altri, veterinari ed amici degli animali.
La vicina di casa che detesta il cane riesce infine a farlo catturare dagli accalappiacani che, fidandosi delle indicazioni della signora, lo sottopongono a quarantena, che si svolge, data la scarsità di mezzi del locale presidio, in un furgone esposto alle intemperie dell'inverno. Ivan, che intanto è stato dimesso, rintraccia Bim, ma, quando lo raggiunge è troppo tardi: il cane, di stenti o di freddo, è morto. Ivan non se la sente di dire la verità a Tolik e Ljusja, che continuano a cercare il cane.
Ivan adotta un altro cucciolo, col quale più tardi Tolik gioca, dandogli il nome di Bim.

## Riconoscimenti
- Nomination Oscar al miglior film straniero
- Globo di Cristallo 1978 al Festival internazionale del cinema di Karlovy Vary